# EE JUMP
EE JUMP（イー・イー・ジャンプ）は、2000年から2002年にかけて活動した、当時10代の男女ダンスボーカルユニットである。デビュー時は3人、ごく初期に1人脱退し、のちほとんどの期間は男女2人でのメンバー構成であった。これはさらに、2人活動中とされる期間に実質ソニン1人での活動も含まれる。芸能事務所はアップフロントグループ傘下のハーモニープロモーションに所属契約し、プロデュースはつんく♂。楽曲などメディアの販売元となるレコード会社はトイズファクトリーであった。

## 来歴
2000年1月頃、ハーモニープロモーション社長の和田薫によって、1999年にレッスン生としてスカウトしたSONIM・YUKI・KENの3人で結成。ユニット名はつんく♂によって考案されたもので「いいじゃん」をアルファベットで表現したものである。デビュー当時はメディアによって「E E JUMP」「EE JUMP」「EEJUMP」など表記にバラつきがあった。
和田薫のラジオ番組（この中のワンコーナーが後に「EE JUMPのラジオでいいじゃん」として独立）やCXのバラエティ番組「笑う犬の冒険-SILLY GO LUCKY!-」にレギュラーコーナーを持っていた。特に「笑う犬」シリーズでは1st・2ndシングルが番組テーマ曲に使用されるなど関わりが強く、レギュラーから外れた後にもたびたびゲスト出演していた。しかし、CDデビュー前にKENが「サッカーがやりたい」という理由で脱退し芸能界から引退、ソニンとユウキの2人でのCDデビューとなった。
和田の育成方針により、歌手デビュー前より表参道駅と神宮球場間の往復ランニングや、禅寺での修行、登山など体力づくりのための無茶な「特訓」をしていた。ニューヨーク市のマンハッタン島やニューヨーク市地下鉄の車両基地で50名のエキストラを動員して撮影をした1stシングル「LOVE IS ENERGY!」のPV制作費に3億円を投じたり、冠番組「EE JUMPのラジオでいいじゃん」を作るといった破格の処遇を行うなど、和田が当時なんとしてでも売り出そうと相当な力を入れていた。しかし「おっととっと夏だぜ!」のヒットまでは全く満足してもらえず、メンバーは叱責を繰り返される日々だったという。
つんく♂プロデュースであること、ユウキがモーニング娘。のメンバーだった後藤真希の弟であるなどの理由でハロー!プロジェクト（略称ハロプロ）のメンバーと勘違いされることがあるが、EE JUMPおよびEE JUMP解散後のソニンはハロプロに属さない。しかし、ハロプロと同じアップフロントグループ所属でありつんくファミリーには含まれる。

### ユウキの脱走
3rdシングル「おっととっと夏だぜ!」がヒットして波に乗り始めた矢先の2001年8月中旬に、次のシングル「イキナリズム!」の発売記念イベントでCDショップのドサ回りの最中、仙台行きのため前泊していた八重洲富士屋ホテルで帰宅したいとユウキが抜け出し、マネージャーと喧嘩して失踪した（知人の車で宇都宮の健康ランドと京都の温泉に逃避行したと復帰時のインタビューやユウキの自叙伝で打ち明けている）。そのためソニンが1人でイベント・テレビ出演を続けることになる。この「イキナリズム!」の歌い出しは本来ユウキだが、上記のような理由でイベント・テレビ出演時には実際にはソニンが歌い出しを代行し、その他のユウキパートについてはユウキの歌唱パートを音源から流すという措置がとられていた。
ユウキがこの一件で謹慎処分を受けたことから、この間にソニンは『EE JUMP featuring ソニン』名義で、シングル「WINTER-寒い季節の物語-」でソロデビューを果たすこととなった。
その後、ユウキが復帰し6thシングル「青春のSUNRISE」を2002年3月に発表。CM出演やアルバム「EE JUMP COLLECTION 1」の発売も決定して再始動する。

### 解散
2002年4月上旬、ユウキが友人であるジャニーズJr.のタレントHと歌舞伎町のキャバクラにいるところを雑誌『FRIDAY』に掲載され、ユウキだけがフルネームで出てしまった。当時中学卒業直後であったため年齢上問題となり、ユウキは脱退の名目で事実上の追放処分を受ける。雑誌発売日の翌日に、決定していたCMやアルバムの発売を中止とEE JUMPの無期限活動休止を発表し、事実上の解散となった。
なお、この発売が中止となったアルバム「EE JUMP COLLECTION 1」はすでにレコーディングと香港でのディスクジャケット撮影などが終了していた。当時発売された雑誌『ザッピィ』（メディアファクトリー刊）の付録CDにダイジェストが収録されていたため、一部の楽曲は世に出ることになった。後にほぼすべての楽曲がソニンのソロで再レコーディングし、シングルのC/Wやアルバム『華』に収録する形で発表されているが、ユウキのソロ楽曲「下町育ちの僕だから」は付録CDの音源が唯一である。
実質的な解散後、ソニンはソロアーティストとなり、ドラマ・映画・バラエティー番組に出演するなど女優・タレントとしても活動。2003年を以て音楽活動ではつんく♂プロデュースから卒業。その後もハーモニープロモーション所属を継続していたが、2009年にアップフロントグループ外の事務所へ2度移籍し、舞台女優として活動をしている。
一方、芸能界を追放されたユウキは実家の居酒屋手伝いと鳶職人の仕事で生活し、2005年に19歳で結婚して子供をもうける。しかし、2007年10月25日に小学校時代からの不良仲間と共謀して窃盗事件を立て続けに起こし、仲間が逮捕されたことで同年10月に自首する。その後、窃盗と強盗傷害などで実刑判決を受け2012年に仮出所した。詳しくは当人の項目を参照。

## メンバー
- SONIM メインボーカル
- YUKI メインラップ
- KEN メインダンス

## 作品

### シングル
| #                  | 発売日             | タイトル               | C/W                  | 規格                  | 規格品番           | - オリコンチャート - 最高位 |
| トイズファクトリー | トイズファクトリー | トイズファクトリー     | トイズファクトリー   | トイズファクトリー    | トイズファクトリー | トイズファクトリー          |
| ------------------ | ------------------ | ---------------------- | -------------------- | --------------------- | ------------------ | --------------------------- |
| 1st                | 2000年10月18日     | LOVE IS ENERGY!        | Baby! 友達になろうよ | Maxi                  | TFCC-87072         | 18位                        |
| 2nd                | 2001年1月24日      | HELLO! 新しい私        | 春だよ!              | Maxi                  | TFCC-87078         | 17位                        |
| 3rd                | 2001年5月16日      | おっととっと夏だぜ!    | HEY! Mr.Sunshine     | CD+VHS （初回限定盤） | TFCC-87088         | 5位                         |
| 3rd                | 2001年5月16日      | おっととっと夏だぜ!    | HEY! Mr.Sunshine     | CD                    | TFCC-87088         | 5位                         |
| 4th                | 2001年8月29日      | イキナリズム!          | 決心した夜           | Maxi                  | TFCC-89003         | 14位                        |
| 5th                | 2001年11月28日     | WINTER-寒い季節の物語- | 仲間っていいじゃん!  | CD+VHS                | TFCC-89016         | 10位                        |
| 5th                | 2001年11月28日     | WINTER-寒い季節の物語- | 仲間っていいじゃん!  | CD                    | TFCC-89017         | 10位                        |
| 6th                | 2002年3月6日       | 青春のSUNRISE          | さよならした日から   | CD+VHS                | TFCC-89026         | 12位                        |
| 6th                | 2002年3月6日       | 青春のSUNRISE          | さよならした日から   | CD                    | TFCC-89027         | 12位                        |

※5th以外は解散時に廃盤の措置が執られた。

### アルバム
- EE JUMP COLLECTION 1（未発売）
  - このアルバムの収録予定曲「愛はもっとそうじゃなくて」はソニンソロのシングル「カレーライスの女」に、「MISSING YOU」は「津軽海峡の女」に、「ADA BOY & DA GIRL」は「合コン後のファミレスにて」にそれぞれソニンバージョンとして収録されている。

### DVD
- ソニンコレクション/ソニン
  - 「LOVE IS ENERGY!」と「Hello!新しい私」のPVも収録

## 出演番組
- EE JUMPのラジオでいいじゃん（ニッポン放送）